# Victor Gillieaux
Victor Sylvain Joseph Gillieaux (Gilly, 26 januari 1832 - Montignies-sur-Sambre, 23 augustus 1898) was een Belgisch volksvertegenwoordiger.

## Levensloop
Gillieaux was een zoon van landmeter Eugène Gillieaux en van Hélène Culot. Hij bleef vrijgezel.
Hij promoveerde tot mijningenieur (1855) aan de Rijksuniversiteit Luik. Zijn beroepsloopbaan verliep als volgt:
- aspirant-ingenieur en ingenieur bij het Mijnkorps (1855-1863),
- metaalindustrieel, stichter en bestuurder van de metaalonderneming Société en commandite Victor Gillieaux et compagnie. Hij was er afgevaardigd bestuurder tot aan zijn dood.

Hij was verder:
- bestuurder van de Charbonnage du Petit-Try in Farciennes (1872-1898),
- bestuurder van de Mines de Ligny,
- lid van de Kamer van Koophandel van Charleroi,
- bestuurder van de Handelsbeurs in Charleroi,
- bestuurslid van de École industrielle de Charleroi,
- lid, penningmeester en voorzitter van de Association des Maîtres de Forges de Charleroi.

In 1878 volgde hij Adolphe Drion du Chapois op en werd liberaal volksvertegenwoordiger voor het arrondissement Charleroi. Hij vervulde dit mandaat tot in 1894.